# بوط دمياطي
البوط الدمياطي  (الاسم العلمي المرادف:Typha damiattica) أو بوط سانتو دومينغو (باللاتينية: Typha domingensis) نوع نباتي من جنس البوط من الفصيلة البوطية.

## الموئل والانتشار
موطنه بلاد الشام والمغرب العربي وبعض مناطق جنوب أوروبا وشرقها وتركيا والقوقاز.